# Kabinett Goebbels
Das Kabinett Goebbels wurde von Adolf Hitler in seinem politischen Testament als Nachfolge des Kabinetts Hitler bestimmt, obwohl ihm dies verfassungsrechtlich nicht zustand. Nach Hitlers Suizid am 30. April 1945 war das Deutsche Reich bereits zu großen Teilen von den Alliierten der Anti-Hitler-Koalition besetzt, sodass eine politische Wirkung von diesem Kabinett nicht mehr ausgehen konnte. Der von Hitler zum Reichskanzler bestimmte Joseph Goebbels beging bereits am 1. Mai 1945 Suizid.
Der von Hitler zu seinem Nachfolger als Reichspräsident bestimmte Großadmiral Karl Dönitz beauftragte daraufhin am 2. Mai den Reichsminister der Finanzen Graf Schwerin von Krosigk mit der Leitung einer geschäftsführenden Reichsregierung, dem Kabinett Schwerin von Krosigk, das allerdings ebenfalls nur noch wenig politische Macht ausüben konnte.

## Zusammensetzung
| Kabinett Goebbels 30. April bis 1. Mai 1945    | Kabinett Goebbels 30. April bis 1. Mai 1945 | Kabinett Goebbels 30. April bis 1. Mai 1945 | Kabinett Goebbels 30. April bis 1. Mai 1945 | Kabinett Goebbels 30. April bis 1. Mai 1945 |
| Amt                                            | Minister                                    | Bild                                        | Partei                                      | Partei                                      |
| ---------------------------------------------- | ------------------------------------------- | ------------------------------------------- | ------------------------------------------- | ------------------------------------------- |
| Reichskanzler                                  | Joseph Goebbels                             |                                             |                                             | NSDAP                                       |
| Partei                                         | Martin Bormann                              |                                             | NSDAP                                       |                                             |
| Auswärtiges Amt                                | Arthur Seyß-Inquart                         |                                             | NSDAP                                       |                                             |
| Inneres                                        | Paul Giesler                                |                                             | NSDAP                                       |                                             |
| Finanzen                                       | Johann Ludwig Graf Schwerin von Krosigk     |                                             | NSDAP                                       |                                             |
| Wirtschaft                                     | Walther Funk                                |                                             | NSDAP                                       |                                             |
| Ernährung und Landwirtschaft                   | Herbert Backe                               |                                             | NSDAP                                       |                                             |
| Justiz                                         | Otto Georg Thierack                         |                                             | NSDAP                                       |                                             |
| Arbeit                                         | Theo Hupfauer                               |                                             | NSDAP                                       |                                             |
| Rüstung                                        | Karl-Otto Saur                              |                                             | NSDAP                                       |                                             |
| Oberbefehlshaber des Heeres                    | Ferdinand Schörner                          |                                             | NSDAP                                       |                                             |
| Oberbefehlshaber der Marine und Kriegsminister | Karl Dönitz                                 |                                             | NSDAP                                       |                                             |
| Oberbefehlshaber der Luftwaffe                 | Robert Ritter von Greim                     |                                             | NSDAP                                       |                                             |
| Reichsführer SS und Chef der Deutschen Polizei | Karl Hanke                                  |                                             | NSDAP                                       |                                             |
| Wissenschaft, Erziehung und Volksbildung       | Gustav Adolf Scheel                         |                                             | NSDAP                                       |                                             |
| Volksaufklärung und Propaganda                 | Werner Naumann                              |                                             | NSDAP                                       |                                             |
| Leiter der Deutschen Arbeitsfront              | Robert Ley                                  |                                             | NSDAP                                       |                                             |